# Abdel Rahman al-Iryani
Abdul Rahman Yahya Al-Eryani ( en arabe : عبد الرحمن الإرياني ; 10 juin 1910 , - 14 mars 1998) , était le président de la République arabe du Yémen (Yémen du Nord) du 5 novembre 1967 au 13 juin 1974. Il a finalement été renversé par Ibrahim al-Hamdi et est mort en exil.
Abdulrahman Al-Eryani est né dans le village d'Iryan en 1910. Son père, Yahia Al-Eryani, était le juge en chef du royaume mutawakkilite du Yémen.

## Participation à la révolution constitutionnelle
Al-Eryani s'est activement opposé aux rois du royaume mutawakkalite du Yémen, Al-Eryani a été condamné à mort par décapitation en 1955. Cependant, quelques minutes avant son exécution par l'épée, il a obtenu un sursis du roi Imam Ahmed. Il a passé plus de 15 ans en prison jusqu'à sa libération en 1962.

## Mandat en tant que président du Yémen
En 1970, il parvient à un accord de conciliation nationale avec les partisans du régime royal et établit une relation formelle avec l'Arabie saoudite. En 1972, il parvient à un accord avec le Yémen du Sud pour l'unification des deux parties du pays, qui constitue les bases de l'unification de 1990. C'est également sous son régime que le Yémen a eu pour la première fois des élections législatives et une constitution permanente.
En 1972, son Premier ministre al-Aini est limogé après avoir prôné l'unification du Yémen.
Parmi les gouverneurs des dix provinces du Yémen, six sont des chefs tribaux.
C'est sous sa présidence que la Banque centrale du Yémen a vu le jour.